# Parafia Najświętszego Serca Pana Jezusa w Iłowej
Parafia Najświętszego Serca Pana Jezusa w Iłowej – rzymskokatolicka parafia, położona w dekanacie Żagań, diecezji zielonogórsko-gorzowskiej, metropolii szczecińsko-kamieńskiej w Polsce, erygowana 1 października 1910. Prowadzona przez Zgromadzenie Księży Misjonarzy św. Wincentego a Paulo.